# Gouvernement Zuma I
Motlanthe Zuma II
Le gouvernement Zuma I est le premier gouvernement de l'Afrique du Sud dirigé par le président Jacob Zuma du 10 mai 2009 jusqu'au 25 mai 2014.

## Gouvernements Zuma I de mai 2009 à mai 2014
Le gouvernement Zuma a été remanié le 31 octobre 2010, le 24 octobre 2011, le 12 juin 2012 et le 8 juillet 2013.
| Fonction                                                                       | Titulaire | Titulaire                                                                                | Parti    | Vice-ministre | Vice-ministre                                                                                   |
| ------------------------------------------------------------------------------ | --------- | ---------------------------------------------------------------------------------------- | -------- | ------------- | ----------------------------------------------------------------------------------------------- |
| Président de la République                                                     |           | Jacob Zuma                                                                               | ANC      |               |                                                                                                 |
| Vice-président de la République                                                |           | Kgalema Motlanthe                                                                        | ANC      |               | -                                                                                               |
| Ministre de la Présidence (performance et évaluation des politiques publiques) |           | Collins Chabane                                                                          | ANC      |               | -                                                                                               |
| Ministre de la Présidence (planification)                                      |           | Trevor Manuel                                                                            | ANC      |               | -                                                                                               |
| Ministre de l'Agriculture, forêts et pêche                                     |           | Tina Joemat-Pettersson                                                                   | ANC      |               | Pieter Mulder (FF+)                                                                             |
| Ministre des Arts et culture                                                   |           | Lulu Xingwana (2009-2010) Paul Mashatile                                                 | ANC      |               | Paul Mashatile (2009-2010) Joseph Phaahla                                                       |
| Ministre de l'Éducation de base                                                |           | Angie Motshekga                                                                          | ANC      |               | Enver Surty                                                                                     |
| Ministre des Communications                                                    |           | Siphiwe Nyanda (2009-2010) Roy Padayachie (2010-2011) Dina Pule (2011-2013) Yunus Karrim | ANC SACP |               | Dina Pule (2009-2010) Obed Bapela (2010-2011) Thembisa Stella Ndabeni (dep. 2011)               |
| Ministre de la Gouvernance locale et affaires traditionnelles                  |           | Sicelo Shiceka (2009-2011) Richard Baloyi (2011-2013) Lechesa Tsenoli                    | ANC SACP |               | Yunus Carrim (2009-2013) Andries Nel                                                            |
| Ministre de l'Administration pénitentiaire                                     |           | Nosiviwe Mapisa-Nqakula (2009-2012) S'bu Ndebele                                         | ANC      |               | Hlengiwe Mkhize (2009-2010) Ngoako Ramathlodi                                                   |
| Ministre de la Défense et vétérans                                             |           | Lindiwe Sisulu (2009-2012) Nosiviwe Mapisa-Nqakula                                       | ANC      |               | Thabang Makwetla                                                                                |
| Ministre du Développement économique                                           |           | Ebrahim Patel                                                                            | ANC      |               | G.Mahlangu-Nkabinde (2009-2010) Enoch Godongwana (2009-2012) Hlengiwe Mkhize                    |
| Ministre de l'Énergie                                                          |           | Dipuo Peters (2009-2013) Benedict Martins                                                | ANC      |               | Barbara Thompson (dep. 2010)                                                                    |
| Ministre des Finances                                                          |           | Pravin Gordhan                                                                           | ANC      |               | Nhlanhla Nene                                                                                   |
| Ministre de la Santé                                                           |           | Aaron Motsoaledi                                                                         | ANC      |               | Molefi Sefularo (2009-2010) Gwen Ramokgopa                                                      |
| Ministre de l'Enseignement supérieur et formation professionnelle              |           | Blade Nzimande                                                                           | SACP     |               | Hlengiwe Mkhize (2010-2012) Mduduzi Manana                                                      |
| Ministre de l'Intérieur                                                        |           | Nkosazana Dlamini-Zuma (2009-2012) Naledi Pandor                                         | ANC      |               | Malusi Gigaba (2009-2010) Fatima Chohan                                                         |
| Ministre du Logement                                                           |           | Tokyo Sexwale (2009-2013) Connie September                                               | ANC      |               | Zou Kota                                                                                        |
| Ministre des Affaires étrangères                                               |           | Maite Nkoana-Mashabane                                                                   | ANC      |               | Ebrahim Ismail Ebrahim Sue van der Merwe Marius Fransman (dep. 2010)                            |
| Ministre de la Justice et développement constitutionnel                        |           | Jeff Radebe                                                                              | ANC      |               | Andries Nel (2009-2013) John Jeffrey                                                            |
| Ministre de l'Emploi                                                           |           | Membathisi Mdladlana (2009-2010) Mildred Oliphant                                        | ANC      |               |                                                                                                 |
| Ministre des Mines                                                             |           | Susan Shabangu                                                                           | ANC      |               | Godfrey Oliphant (dep. 2010)                                                                    |
| Ministre de la Police                                                          |           | Nathi Mthethwa                                                                           | ANC      |               | Fikile Mbalula (2009-2010) Makhotso Magdalene Sotyu                                             |
| Ministre des Entreprises publiques                                             |           | Barbara Hogan (2009-2010) Malusi Gigaba                                                  | ANC      |               | Enoch Godongwana (2009-2012) Gratitude Magwanishe                                               |
| Ministre du Service public et administration                                   |           | Richard Baloyi (2009-2011) Roy Padayachie (2011-2012) Lindiwe Sisulu                     | ANC      |               | Roy Padayachie (2009-2010) Ayanda Dlodlo                                                        |
| Ministre des Travaux publics                                                   |           | Geoff Doidge (2009-2010) G. Mahlangu-Nkabinde (2010-2011) Thembelani Nxesi               | ANC      |               | Hendrietta Bogopane-Zulu (2009-2010) Benedict Martins (2010-2012) Jeremy Cronin (SACP)          |
| Ministre du Développement rural et réforme agraire                             |           | Gugile Nkwinti                                                                           | ANC      |               | Joe Phaahla (2009-2010) Thembelani Nxesi (2010-2011) Lechesa Tsenoli (2011-2013) Pamela Tshwete |
| Ministre de la Science et Technologie                                          |           | Naledi Pandor (2009-2012) Derek Hanekom                                                  | ANC      |               | Derek Hanekom (2009-2012) Michael Masutha (2013-)                                               |
| Ministre du Développement social                                               |           | Edna Molewa (2009-2010) Bathabile Dlamini                                                | ANC      |               | Bathabile Dlamini (2009-2010) Maria Ntuli                                                       |
| Ministre des Sports et loisirs                                                 |           | Makhenkesi Stofile (2009-2010) Fikile Mbalula                                            | ANC      |               | Gert Oosthuizen                                                                                 |
| Ministre de la Sécurité d'état                                                 |           | Siyabonga Cwele                                                                          | ANC      |               |                                                                                                 |
| Ministre de la Planification                                                   |           | Trevor Manuel                                                                            | ANC      |               |                                                                                                 |
| Ministre de l'Évaluation                                                       |           | Collins Chabane                                                                          | ANC      |               | Dina Pule (2010-2011) Obed Bapela                                                               |
| Ministre du Tourisme                                                           |           | Marthinus van Schalkwyk                                                                  | ANC      |               | Thozile Xasa                                                                                    |
| Ministre du Commerce et industrie                                              |           | Rob Davies                                                                               | ANC      |               | Thandi Tobias Maria Ntuli (2009-2010) Elizabeth Thabethe                                        |
| Ministre des Transports                                                        |           | S'bu Ndebele (2009-2012) Benedict Martins (2012-2013) Dipuo Peters                       | ANC      |               | Jeremy Cronin (2009-2012) Sindisiwe Chikunga                                                    |
| Ministre de l'Écologie et eau                                                  |           | Buyelwa Sonjica (2009-2010) Edna Molewa                                                  | ANC      |               | Rejoice Mabhudafhasi                                                                            |
| Ministre des Femmes, Enfants et Personnes handicapées                          |           | Noluthando Mayende-Sibiya (2009-2010) Lulu Xingwana                                      | ANC      |               | Hendrietta Bogopane-Zulu (dep. 2011)                                                            |